# Crambus alexandrus
Crambus alexandrus  (лат.) — вид чешуекрылых насекомых из семейства огнёвок-травянок. Распространён на южных Курильских островах (Шикотан, Юрий, Танфильева). Активны в дневное время; встречаются на прибрежных и разнотравно-кустарниковых лугах и на полянах в пихтово-еловых лесах. Встречаются бабочки с конца июля по сентябрь. Размах крыльев 17—18 мм.